# فالفيردي دي ميرايدا
بلدية فالفيردي دي ميرايدا (بالإسبانية: Valverde de Mérida)‏, هي إحدى بلديات مقاطعة بطليوس, التي تقع في منطقة إكستريمادورا, والتي تقع في غرب إسبانيا.
يبلغ عدد سكانها 1.138 نسمة وفقاً لإحصائية سنة (2002).